# Tanzanias damlandslag i volleyboll
Tanzanias damlandslag representerar Tanzania i volleyboll på damsidan. Laget deltog i kvalet till VM 2014.